# Tuğçe Atıcı
Tuğçe Atıcı (Ankara, 27 de març de 1989) és una jugadora de voleibol turca. En la seva carrera professional va a jugar per clubs turcs com a İller Bankası d'Ankara, Sarıyer Belediyespor i Beylikdüzü SK d'Istanbul, Çanakkale Belediyespor de Çanakkale, Manisa Büyükşehir Belediyespor de Manisa, Trabzon İdmanocağı de Trabzon, Anakentspor de Samsun, i estrangers com a Lokomotiv VK de Bakú, Azerbaidjan.